# Journal of Change Management
Journal of Change Management (JCM) ist eine wissenschaftliche Fachzeitschrift für Veränderungsmanagement. Sie unterliegt einem Peer-Review und veröffentlicht Studien, Rezensionen, konzeptionelle Beiträge und Artikel zu empirischen Forschungen. JCM verfolgt einen interdisziplinären Ansatz und erscheint seit 2000 vierteljährlich im britischen Verlagshaus Routledge in Abingdon. Derzeitiger Chefredakteur ist Rune Todnem By, Staffordshire University. Der Herausgeberkreis ist international besetzt.